# Maribo (Meteorit)
Koordinaten: 54° 45′ 43″ N, 11° 28′ 3″ O
Der Maribo-Meteoritenfall ereignete sich am 17. Januar 2009 am Himmel über der Insel Lolland (Dänemark) kurz vor 20:09 Uhr Mitteleuropäische Zeit. Das Ereignis konnte in Dänemark, Norddeutschland, Schweden, Polen und den Niederlanden beobachtet werden. Der Meteor war dort für die Menschen einige Sekunden lang gut zu beobachten. Weil zunächst angenommen wurde, dass Bruchstücke des Meteoriten in die Ostsee gestürzt wären, bezeichnete die Presse den Meteoritenfall als Ostsee-Meteoriten.

## Beobachtungen
Der Fall der Feuerkugel wurde in Svensköp (Schweden) zufällig von einer privaten Webcam aufgezeichnet. In Oostkapelle (Niederlande) machte eine Meteorkamera ebenfalls ein Bild des Boliden. Andere Kameras zeigten Aufhellungen der Umgebung oder des Himmels. Sogar am Tegernsee wurde die Aufhellung am Himmel aufgezeichnet. In Nordeuropa gab es viele Augenzeugen, die sich bei der Polizei und bei Rundfunkanstalten meldeten. Wettererscheinungen als Ursache konnten von Meteorologen sofort ausgeschlossen werden und es gab kaum noch Zweifel an einem Meteoritenfall, zumal in Dänemark und an der Ostseeküste nach dem Licht auch Geräusche wahrgenommen wurden. Die zusammengetragenen Beobachtungen ließen darauf schließen, dass die Feuerkugel über der Ostsee detonierte. Wenn Meteoritenbruchstücke die Erdoberfläche erreicht hätten, dann, so wurde angenommen, wären sie mit hoher Wahrscheinlichkeit in die Ostsee gefallen.

## Suche und Fund
Ungeachtet der geringen Erfolgsaussichten, einen Meteoriten zu finden, machte sich der Deutsche Thomas Grau auf die Suche nach dem Meteoriten. Nach Befragung vieler Zeugen und Auswertung der Beobachtungen konnte er das mögliche Fallgebiet auf der Ostseeinsel Lolland eingrenzen. Nach mehreren Tagen erfolgloser Suche gab es am 13. März Meldungen über den Fund eines 30 g schweren Meteoriten. Der schon in mehrere Teile zerbrochene Meteorit verströmte einen undefinierbaren, kräftigen Geruch und er war augenscheinlich ein kohliger Chondrit. Da nach dänischem Gesetz (Danekrae) alle in Dänemark gefundenen Meteoriten dem Staat gehören, war der Fund abzuliefern, wobei dem Finder eine angemessene Belohnung zustand.

## Medienecho
Die auffällige, weiträumige Lichterscheinung führte dazu, dass Fernsehen, Rundfunk und viele Zeitungen über den Meteoritenfall berichteten. Später war der Fund des Meteoriten ein vielfach publiziertes Ereignis und wurde auch in Filmbeiträgen dokumentiert.

## Klassifikation und Name
Die offizielle Klassifizierung des Meteoriten wurde am 18. Mai von der Meteoritical Society bestätigt. Der Meteorit ist ein kohliger Chondrit vom Typ CM2 und trägt den Namen Maribo nach dem Ort auf Lolland, der der Fundstelle am nächsten liegt.

## Mineralfunde
Bei der Analyse der Bestandteile des Meteoriten konnten folgende Minerale gefunden werden:
- Calcit
- Cronstedtit
- Diamant
- verschiedene Phasen der Fayalit-Forsterit-Reihe
- Hibonit
- Magnetit
- Pentlandit
- Perowskit
- verschiedene Phasen der Pyroxengruppe
- Pyrrhotin
- Spinell
- Tochilinit